# 紫叶娃儿藤
紫叶娃儿藤（学名：Tylophora picta）为夹竹桃科娃儿藤属的植物，是中国的特有植物。分布于中国大陆的海南等地，常生于林谷中，目前尚未由人工引种栽培。